# Radio Romans
Radio Romans – polski serial obyczajowy, którego akcja rozgrywa się w prywatnej, lokalnej rozgłośni radiowej, działającej w Gdańsku. Serial emitowany był w TVP2 od 29 czerwca 1994 do 8 października 1995.
Scenariusz-nowela (odcinki 1–4): Tadeusz Buraczewski, Anna Czekanowicz, Marek Wojtasik, Władysław Zawistowski. Scenarzystką odcinków była Ilona Łepkowska. Serial naprzemiennie reżyserowali, Ireneusz Engler i  Janusz Dymek. Tytułową piosenkę według słów Jacka Cygana zaśpiewał Ryszard Rynkowski.

## Emisja
- 1. seria: od 29 czerwca do 14 września 1994 w środy o 22:05 (12 odcinków, 1–12).
- 2. seria: od 28 maja do 8 października 1995 w niedziele o 16:00 (20 odcinków, 13–32).

## Fabuła
Bohaterami serialu są pracownicy tytułowego radia, których życie zawodowe na co dzień nierozerwalnie przeplata się z problemami osobistymi. Założycielami i szefami stacji są Wanda i Andrzej Kreftowie (Dorota Kolak, Krzysztof Stelmaszyk). Od początku w firmie pracują Basia i Marek Zwolińscy (Beata Ścibakówna, Igor Michalski), poeta Antoni Wereszczaka (Mirosław Baka) oraz młodzi, ambitni dziennikarze, Stefan Chocholak (Tomasz Bednarek) i Darek Igielski (Tomasz Ignaczak). Wkrótce do zespołu dołączają Dominika Wojciechowska (Małgorzata Foremniak), dziewczyna Stefana i Piotr Dyląg (Jan Jankowski).

## Obsada
- Dorota Kolak – Wanda Kreft
- Krzysztof Stelmaszyk – Andrzej Kreft, prezes radia „Romans”
- Małgorzata Foremniak – Dominika Wojciechowska
- Beata Ścibakówna – Barbara Zwolińska, dziennikarka radia „Romans”
- Igor Michalski – Marek Zwoliński, prowadzący pasma muzyczne radia „Romans”
- Mirosław Baka – Antoni Wereszczaka
- Tomasz Bednarek – Stefan Chocholak
- Jerzy Łapiński – Kazimierz Chocholak, ojciec Stefana, właściciel restauracji „Romantica”
- Tomasz Ignaczak – Darek Igielski, prowadzący pasma muzyczne radia „Romans”
- Jan Jankowski – Piotr Dyląg, nowy dziennikarz radia „Romans”
- Barbara Leszczyńska – Kasia, córka Krefta
- Krzysztof Fogiel – Michał, syn Zwolińskich
- Małgorzata Biniek – Mirka "Mirella" Błaszczuk-Kamińska, kelnerka w "Romantice", narzeczona Dyląga
- Ewa Kasprzyk – Łucja Maj, aktorka, matka Dominiki
- Rudi Schuberth – Jerzy Krasnopolski, prezes „Auto Corporation”, sponsor radia „Romans”, ojciec Dominiki
- Urszula Kowalska – Bożena, sekretarka, potem była w radiu „Romans”
- Renata Dancewicz – Agnieszka Piotrowska, nowa sekretarka w radiu, niedoszła żona Antoniego
- Grzegorz Gzyl – Wojciech Krzywicki, przyrodni brat Dominiki, nowy dziennikarz radia „Romans”
- Mirosław Krawczyk – dr Krzysztof Zawada, specjalista ds. bezpłodności, leczący Wandę
- Andrzej Nowiński – mecenas Nikodem Białecki, pełnomocnik Kreftów
- Denisa Geisler – Maria Orent, aktorka, kochanka Antoniego
- Wanda Neumann – Anna, kochanka starego Chocholaka
- Elżbieta Goetel – Maria Chocholak, matka Stefana
- Joanna Kreft-Baka – Anna, siostra Dyląga, narkomanka
- Michał Juszczakiewicz – Wiktor Malicki, szef konkurencyjnego radia „Atu”, kochanek Barbary
- Zbigniew Olszewski – Janusz Kwiatek, współwłaściciel radia „Romans”
- Andrzej Pieczyński – ćpun „King”, przyjaciel Anny Dyląg
- Andrzej Śledź – Marcin Grela, sekretarz Napieralskiego, prezydenta Gdańska
- Jerzy Gorzko – Jacek „Słoń” Gałek, gangster, zamieszany w porwanie Dominiki

## Tytuły odcinków i lata produkcji

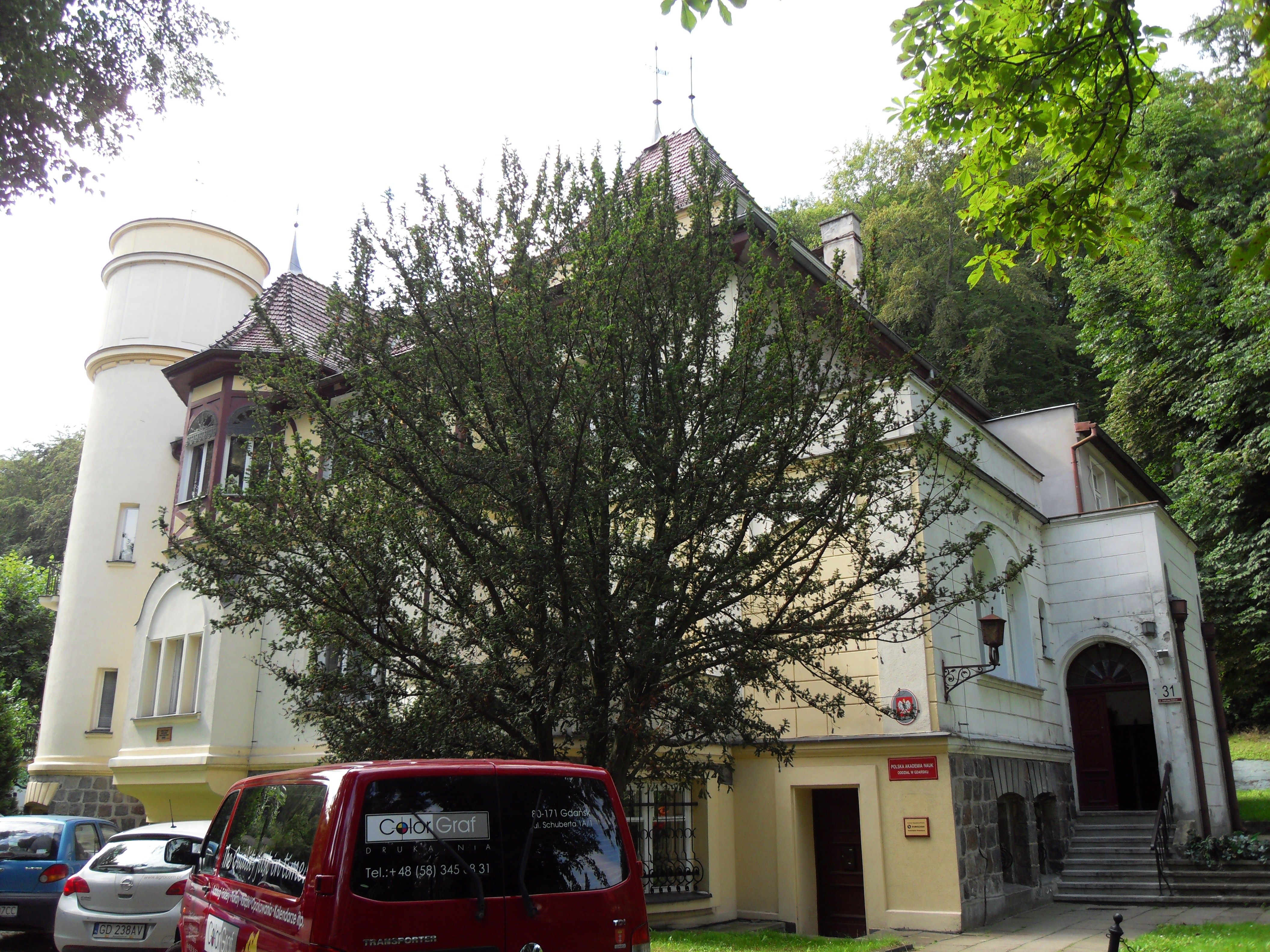
Serialowa siedziba radia

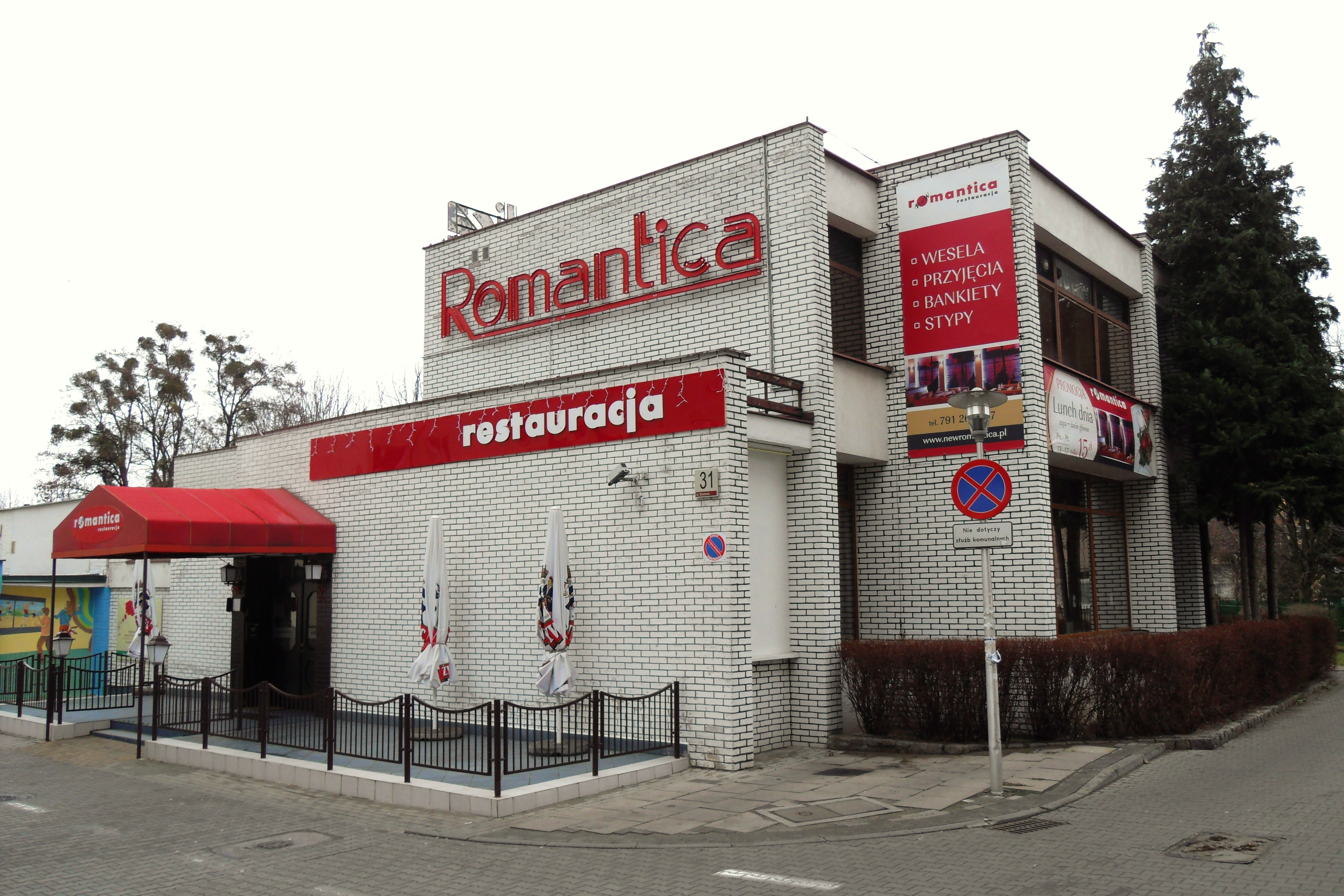
Romantica w Gdańsku

| 1994 |                             |
| 1    | Roczniak                    |
| 2    | Taśma Stefana               |
| 3    | Hiobowe wieści              |
| 4    | Replika                     |
| 5    | Artykuł                     |
| 6    | Rozstania                   |
| 7    | Kowboj                      |
| 8    | Weekend                     |
| 9    | Debiut                      |
| 10   | Premiera                    |
| 11   | Wypadek                     |
| 12   | Koncesja                    |
| 13   | Być matką                   |
| 14   | Trudne decyzje              |
| 15   | Dylematy                    |
| 16   | Kasia                       |
| 17   | Ojcowie i dzieci            |
| 18   | Trefny temat                |
| 19   | Przykre prawdy              |
| 20   | Areszt                      |
| 21   | Pojednanie                  |
| 22   | Zaręczyny                   |
| 23   | Spięcia                     |
| 24   | Ile kosztuje święty spokój? |
| 25   | Konsekwencje                |
| 26   | Porwanie                    |
| 1995 |                             |
| 27   | Halo ! Halo ! Dominika !    |
| 28   | Uwolnić Dominikę            |
| 29   | Rozwód                      |
| 30   | Poszukiwania                |
| 31   | Umieć wybaczyć              |
| 32   | Zaskakująca wiadomość       |